# Metasia rosealis
Metasia rosealis là một loài bướm đêm trong họ Crambidae.